# Jelení (Holčovice)
Jelení (do roku 1947 Hyršperk, německy Hirschberg) je malá vesnice, část obce Holčovice v okrese Bruntál. Nachází se asi 1 km na jihozápad od Holčovic.
Jelení leží v katastrálním území Jelení u Holčovic o rozloze 2,88 km2.

## Historie
První písemná zmínka o obci pochází z roku 1666.

## Vývoj počtu obyvatel
Počet obyvatel Jelení podle sčítání nebo jiných úředních záznamů:
| Rok            | 1869 | 1880 | 1890 | 1900 | 1910 | 1921 | 1930 | 1950 | 1961 | 1970 | 1980 | 1991 | 2001 |
| -------------- | ---- | ---- | ---- | ---- | ---- | ---- | ---- | ---- | ---- | ---- | ---- | ---- | ---- |
| Počet obyvatel | 587  | 580  | 552  | 459  | 458  | 402  | 367  | 31   | 87   | 70   | 37   | 20   | 46   |

1. ↑  v tom místní části Nová Samota 7, Zadky 32
2. ↑  z toho: 0 Čechoslováků, 364 Němců; 48 řím. kat., 318 evang.

V Jelení je evidováno 23 adres : 16 čísel popisných (trvalé objekty) a 7 čísel evidenčních (dočasné či rekreační objekty). Při sčítání lidu roku 2001 zde bylo napočteno 12 domů, z toho 2 trvale obydlené.

## Galerie

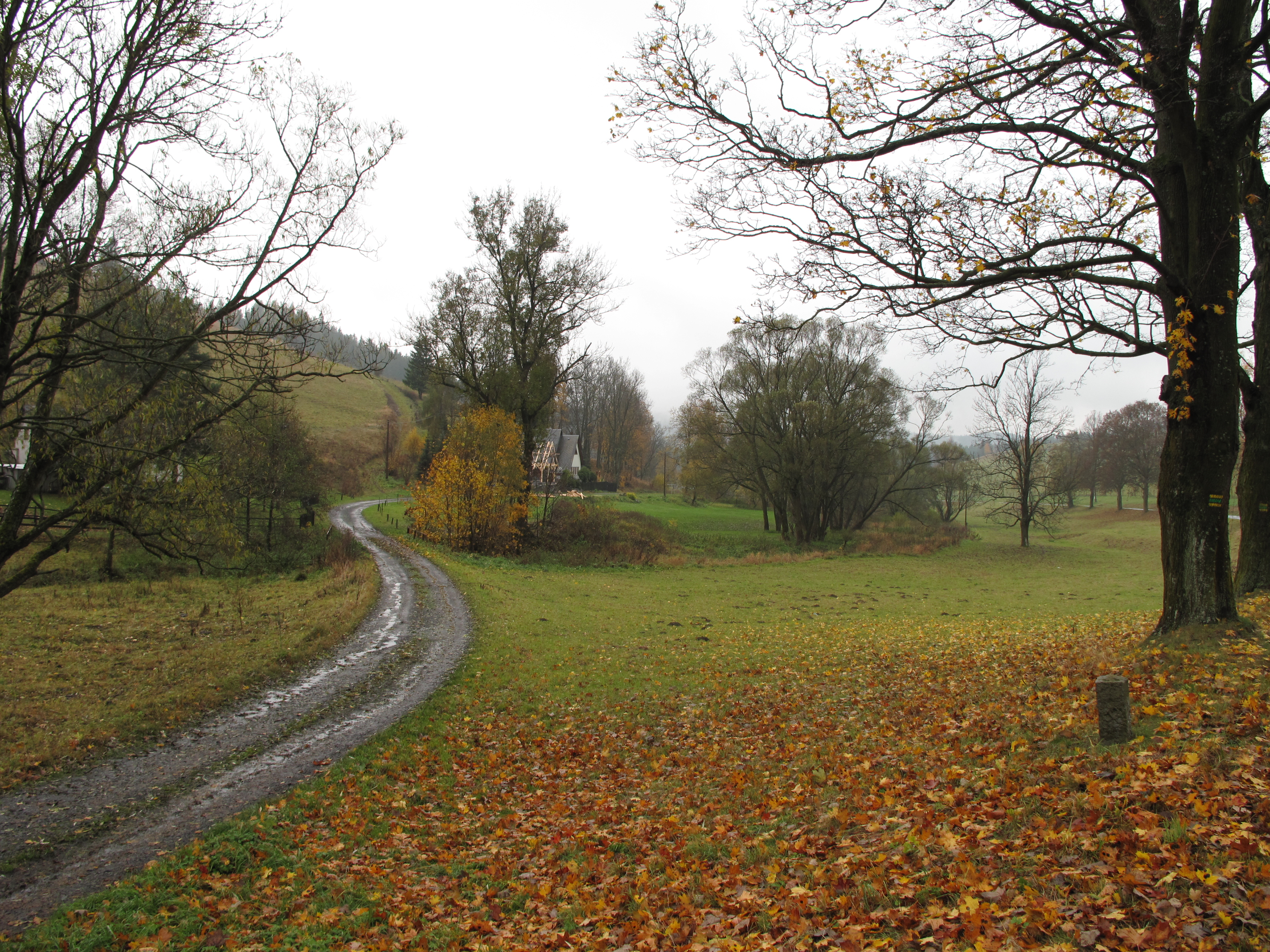
Cesta na farmu
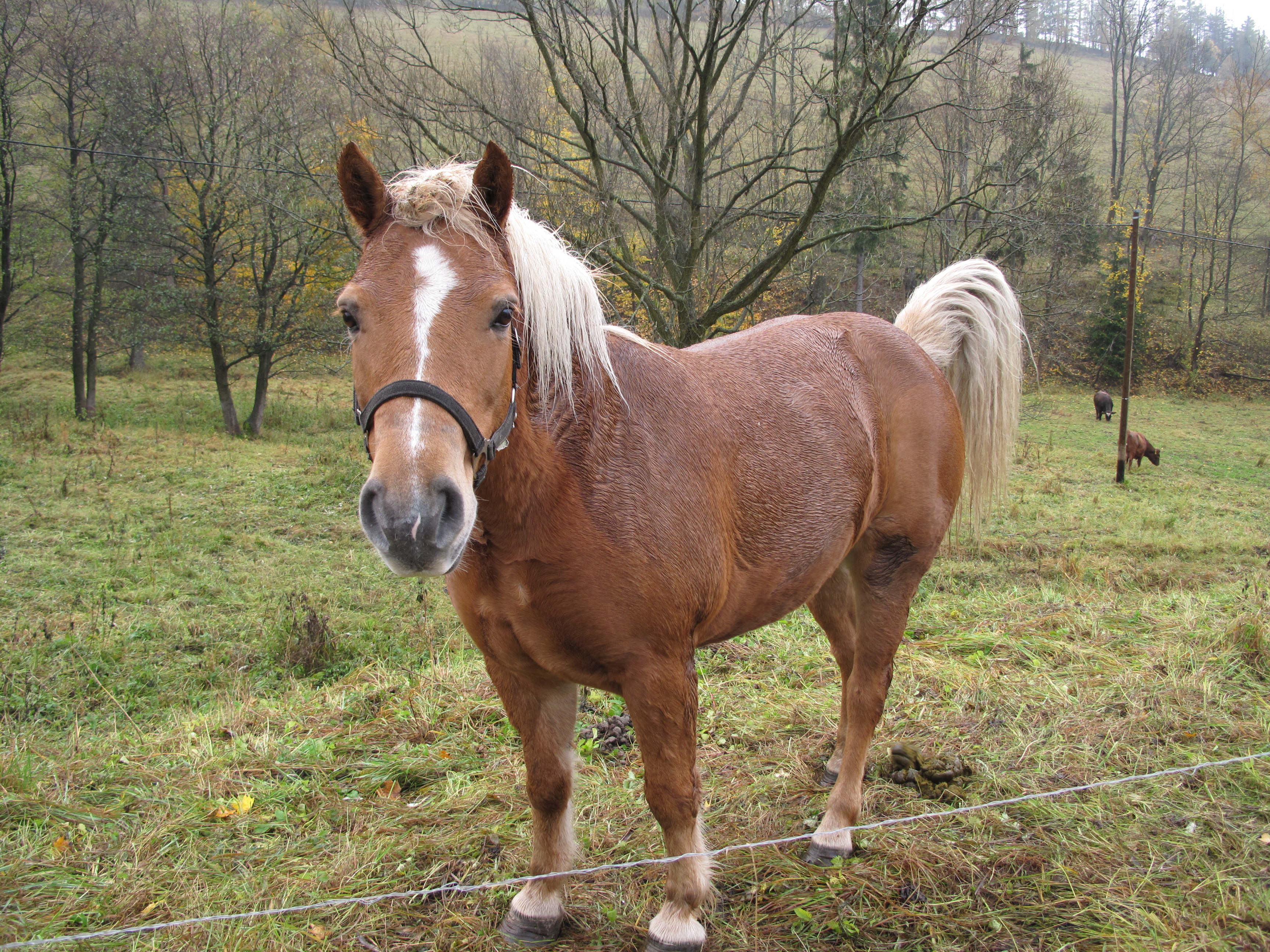
Kůň
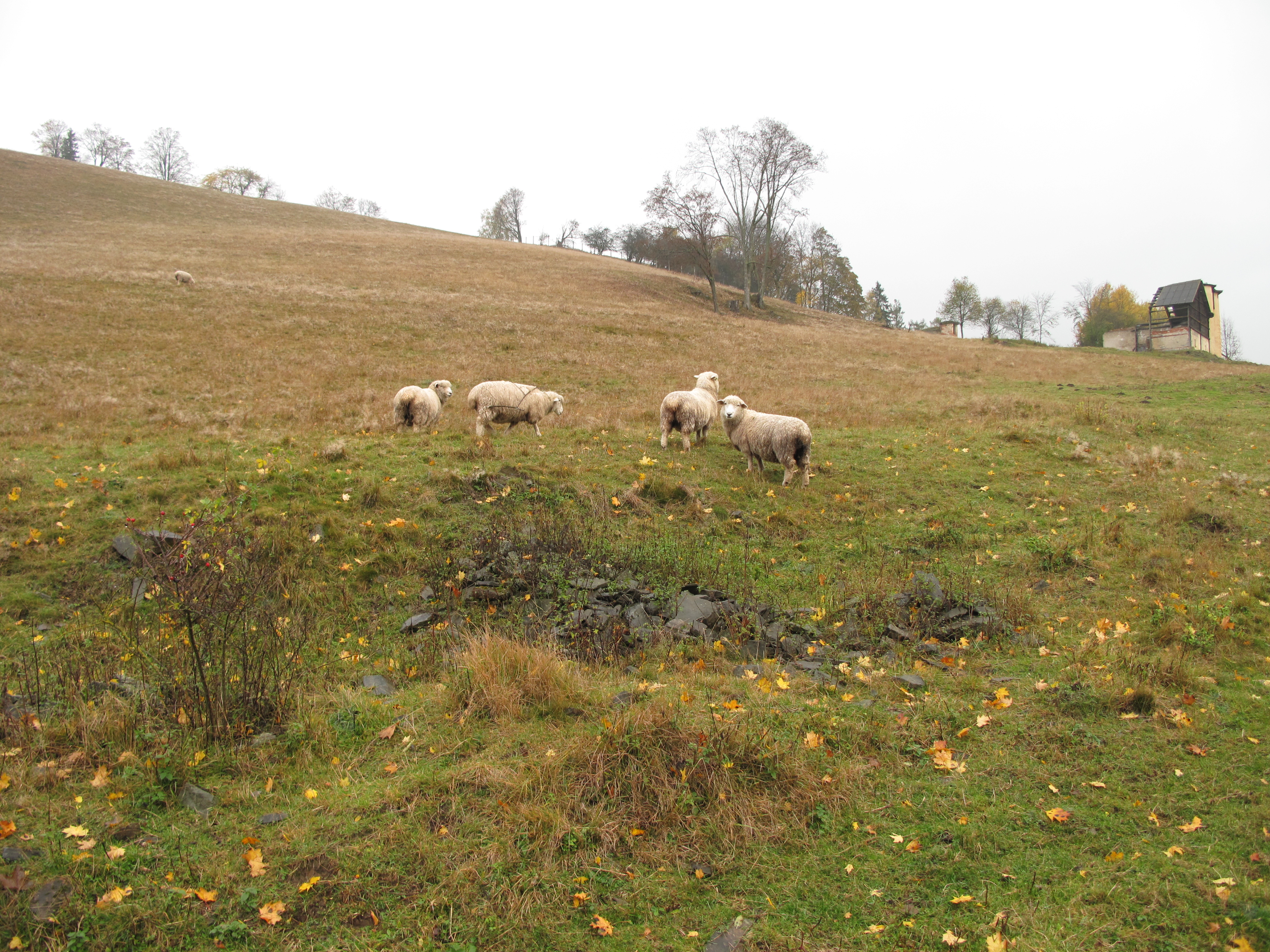
Ovce na pastvě